# (5178) Pattazhy
(5178) Pattazhy (1989 CD4) – planetoida z pasa głównego asteroid okrążająca Słońce w ciągu 3,33 lat w średniej odległości 2,23 j.a. Odkryta 1 lutego 1989 roku.